# Anch'io sono pittore
Anch'io sono pittore!  (en español: ¡Yo también soy pintor!) es una frase atribuida a Correggio, quien se supone la pronunció al contemplar un cuadro de Rafael, según unos autores la Madonna Sixtina (actualmente conservada en la Gemäldegalerie Alte Meister de Dresde) y según otros, el Éxtasis de Santa Cecilia (ahora expuesta en la Pinacoteca Nacional de Bolonia).
Al parecer, la frase es apócrifa, pues se duda de que Correggio conociera directamente ninguna de las obras citadas. Con todo, hizo fortuna y, figuradamente, se utiliza para expresar el entusiasmo con el que compartimos el oficio, el sentir o las ideas de alguien. Aparece citada, entre otras grandes obras literarias, en La regenta de Clarín y en La montaña mágica de Thomas Mann, así como en Recuerdos de mi vida y Los tónicos de la voluntad,  de Santiago Ramón y Cajal.